# Fanny Besson
Pour les articles homonymes, voir Besson.
Fanny Besson née le 22 août 1922 à Bellegarde-en-Forez et morte le 16 mars 2011 à Bonson, est une danseuse sur glace française. Elle a été quatre fois championne de France avec son partenaire Jean-Paul Guhel.

## Biographie

### Carrière sportive
Fanny Besson fait partie des pionnières de la danse sur glace en France. Cette discipline fait ses premiers pas dans l'hexagone juste après la Seconde Guerre mondiale. Les premiers championnats de France de danse sur glace sont d'ailleurs organisés en 1948.
En 1953, elle patine avec André Dauger et obtient la médaille de bronze des championnats de France, derrière Claude-Gisèle Weinstein/ Claude Lambert et Christiane Duvois/ Jean-Paul Guhel.
Dès la saison suivante, elle devient championne de France avec son nouveau partenaire Jean-Paul Guhel. Ils patinent ensemble pendant quatre saisons où ils conquièrent quatre fois consécutivement le titre national de 1954 à 1957. Sur le plan international, ils participent à trois championnats d'Europe (6e en 1954 à Milan, 4e en 1955 à Budapest, 4e en 1956 à Paris) et deux championnats du monde  (7e en 1955 à Vienne, 5e en 1956 à Garmisch-Partenkirchen).
Le couple sportif se sépare en 1957 lorsque Fanny Besson tombe enceinte. Elle ne participera jamais aux Jeux olympiques d'hiver, la danse sur glace n'étant pas inscrite au programme olympique à cette époque.

## Palmarès
Avec 2 partenaires :
- 1 saison avec André Dauger (1952-1953) ;
- 4 saisons avec Jean-Paul Guhel (1953-1957).

| Compétition             | 1953 |  | 1954 | 1955 | 1956 | 1957 |
| Jeux olympiques d'hiver |      |  |      |      |      |      |
| Championnats du monde   |      |  |      | 7e   | 5e   | F    |
| Championnats d’Europe   |      |  | 6e   | 4e   | 4e   | F    |
| Championnats de France  | 3e   |  | 1er  | 1er  | 1er  | 1er  |
| Légende : F = Forfait   |      |  |      |      |      |      |